# Liga de Béisbol Profesional Nacional
La Liga de Béisbol Profesional Nacional (LBPN) es la liga de béisbol profesional de mayor nivel en Nicaragua, compuesta por cinco equipos locales, se disputa desde el mes de octubre hasta enero.
El campeón de la liga fue invitado a la Serie del Caribe 2024. A partir de 2025 el club campeón participa en la Serie de las Américas.

## Historia

### Inicios
La primera liga inició el 3 de marzo de 1956, con un partido entre los equipos San Fernando de Masaya y los Indios del Bóer de Managua. Este primer torneo se declaró desierto al ser cancelado tras el atentado fatídico contra el entonces presidente nicaragüense Anastasio Somoza García, el 12 de septiembre de 1956.
Los directivos de equipos locales decidieron iniciar una liga profesional tras observar el interés suscitado en la afición nicaragüense por la inclusión de peloteros extranjeros en 1956, ese interés de la afición creció con la visita de equipos extranjeros de gran nivel en el tiempo que duró la liga.
Los directivos de equipos locales decidieron iniciar una liga profesional tras observar el interés suscitado en la afición nicaragüense por la inclusión de peloteros extranjeros, ese interés de la afición creció con la visita de equipos extranjeros de gran nivel en el tiempo que duró la liga.
La Federación Nicaragüense de Béisbol Aficionado (FENIBA) fue oficialmente fundada en 1958 pero se inició a gestar en 1957 cuando Nicaragua se afilió al béisbol organizado en agosto de ese mismo año.
El segundo torneo se desarrolló en 1957, con la novedad de la instalación de luminarias en el Estadio Nacional, para la realización de juegos nocturnos. Ese año el campeón fue el equipo de León.
Estos dos primeros campeonatos fueron de baja categoría, equivalentes a nivel Rookie de la actualidad, además de ser llamadas "independientes" por tratarse de ligas de verano.
No se jugó el torneo de 1960-1961, debido a razones económicas.
En el torneo de 1961-1962 participaron los equipos Cerveza Balboa y Marlboro de Panamá y los equipos locales Bóer y 5 Estrellas. En la final llevada a cabo en Nicaragua, el equipo Marlboro venció al Bóer y ganó el derecho a participar en la Serie Interamericana, que había sustituido a la Serie del Caribe tras la salida de Cuba. El último torneo de la Serie Interamericana se llevó a cabo en 1966-1967, siendo el equipo 5 Estrellas su último campeón.

### Etapa Moderna
En 2004, 37 años después se organiza nuevamente un campeonato profesional en Nicaragua, disputándose como la I Liga Profesional. A partir de la temporada 2012-13, el campeón de la liga participa en la Serie Latinoamericana, dando un buen incentivo para que la liga logre mayor acogida y tener un buen futuro para el llamado "Deporte Rey". A partir del 2023 el campeón de la liga avanza a la Serie del Caribe en calidad de invitado.

## Equipos
| Equipo                   | Ciudad     | Estadio                                      | Capacidad |
| Gigantes de Rivas        | Rivas      | Estadio Yamil Ríos Ugarte                    | 6 000     |
| Indios del Bóer          | Managua    | Estadio Nacional Dennis Martínez             | 20 000    |
| Leones de León           | León       | Estadio Héroe Nacional Rigoberto López Pérez | 8 000     |
| Tigres de Chinandega     | Chinandega | Estadio Efraín Tijerino                      | 8 000     |
| Tren del Norte de Estelí | Estelí     | Estadio Rufo Marín                           | 1 200     |

## Campeones

### Primera época
| Temporada | Equipo Campeón                                                  |
| 1957-58   | Leones de León                                                  |
| 1958-59   | Oriental de Granada                                             |
| 1959-60   | Leones de León                                                  |
| 1960-61   | No hubo liga                                                    |
| 1961-62   | Marlboro (Panamá) Campeón Liga Profesional de Béisbol de Panamá |
| 1962-63   | Indios del Bóer                                                 |
| 1963-64   | 5 Estrellas                                                     |
| 1964-65   | Indios del Bóer                                                 |
| 1965-66   | Indios del Bóer                                                 |
| 1966-67   | 5 Estrellas                                                     |

### Segunda época
| Temporada | Equipo Campeón       | Serie | Equipo Subcampeón        |
| 2004-05   | Leones de León       | 4-3   | Tigres de Chinandega     |
| 2005-06   | Tigres de Chinandega |       | Fieras de San Fernando   |
| 2006-07   | Indios del Bóer      |       | Leones de León           |
| 2007-08   | Indios del Bóer      | 4-2   | Fieras de San Fernando   |
| 2008-09   | Temporada Cancelada  |       |                          |
| 2009-10   | Leones de León       | 4-1   | Oriental de Granada      |
| 2010-11   | Indios del Bóer      | 4-1   | Tigres de Chinandega     |
| 2011-12   | Indios del Bóer      | 4-2   | Tigres de Chinandega     |
| 2012-13   | Tigres de Chinandega | 4-2   | Oriental de Granada      |
| 2013-14   | Gigantes de Rivas    | 4-1   | Indios del Bóer          |
| 2014-15   | Indios del Bóer      | 4-2   | Gigantes de Rivas        |
| 2015-16   | Gigantes de Rivas    | 4-3   | Oriental de Granada      |
| 2016-17   | Tigres de Chinandega | 4-1   | Gigantes de Rivas        |
| 2017-18   | Tigres de Chinandega | 4-1   | Gigantes de Rivas        |
| 2018-19   | Leones de León       | 4-1   | Tigres de Chinandega     |
| 2019-20   | Leones de León       | 4-1   | Tigres de Chinandega     |
| 2020-21   | Gigantes de Rivas    | 4-2   | Tigres de Chinandega     |
| 2021-22   | Leones de León       | 4-3   | Gigantes de Rivas        |
| 2022-23   | Indios del Bóer      | 4-2   | Gigantes de Rivas        |
| 2023-24   | Gigantes de Rivas    | 4-2   | Tren del Norte de Estelí |
| 2024-25   | Leones de León       | 4-3   | Tren del Norte de Estelí |

## Campeonatos por club
La liga actual divide su historia en dos épocas. Reconoce como oficiales únicamente los campeonatos obtenidos en la segunda época.

### Campeonatos de la Primera Época
| Equipo                           | Campeón | Años de los campeonatos   |
| -------------------------------- | ------- | ------------------------- |
| Indios del Bóer                  | 3       | 1962-63, 1964-65, 1965-66 |
| Leones de León                   | 2       | 1957-58, 1959-60          |
| 5 Estrellas Desaparecido         | 2       | 1963-64, 1966-67          |
| Oriental de Granada Desaparecido | 1       | 1958-59                   |
| Marlboro (Panamá) Desaparecido   | 1       | 1961-62                   |

### Campeonatos de la Segunda Época
| Equipo                   | Campeón | Subcampeón | Años de los campeonatos                              |
| ------------------------ | ------- | ---------- | ---------------------------------------------------- |
| Indios del Bóer          | 6       | 1          | 2006-07, 2007-08, 2010-11, 2011-12, 2014-15, 2022-23 |
| Leones de León           | 6       | 1          | 2004-05, 2009-10, 2018-19, 2019-20, 2021-22, 2024-25 |
| Tigres de Chinandega     | 4       | 6          | 2005-06, 2012-13, 2016-17, 2017-18                   |
| Gigantes de Rivas        | 4       | 5          | 2013-14, 2015-16, 2020-21, 2023-24                   |
| Oriental de Granada      | 0       | 3          |                                                      |
| Fieras de San Fernando   | 0       | 2          |                                                      |
| Tren del Norte de Estelí | 0       | 2          |                                                      |

## Campeones de la Serie Interamericana
| Año  | Sede    | Campeón     |
| ---- | ------- | ----------- |
| 1964 | Managua | 5 Estrellas |

### Campeonatos por club en Serie Interamericana
| Equipo      | Campeonatos | Subcampeonatos | Años de Campeonato | Años de Subcampeonato |
| ----------- | ----------- | -------------- | ------------------ | --------------------- |
| 5 Estrellas | 1           | 0              | 1964               |                       |

## Campeones de la Serie Latinoamericana
| Año  | Sede     | Campeón              | Mánager      |
| ---- | -------- | -------------------- | ------------ |
| 2016 | Managua  | Gigantes de Rivas    | Germán Mesa  |
| 2017 | Montería | Tigres de Chinandega | Lenin Picota |
| 2018 | Managua  | Tigres de Chinandega | Lenin Picota |
| 2019 | Veracruz | Leones de León       | Sandor Guido |

### Campeonatos por club en Serie Latinoamericana
| Equipo               | Campeonatos | Subcampeonatos | Años de Campeonato | Años de Subcampeonato |
| -------------------- | ----------- | -------------- | ------------------ | --------------------- |
| Tigres de Chinandega | 2           | 1              | 2017, 2018         | 2013                  |
| Gigantes de Rivas    | 1           | 0              | 2016               |                       |
| Leones de León       | 1           | 0              | 2019               |                       |

## Líderes Individuales
Bateo
| Edición | Jugador(es)               | Equipo       | Promedio | Jugador(es)        | Equipo       | Cuadrangulares | Jugador(es)        | Equipo       | CI |
| 2004-05 | Adolfo Matamoros          | Chinandega   | .378     | Luis Iglesias      | Chinandega   | 4              | Marlon Abea        | San Fernando | 33 |
|         |                           |              |          | Marlon Abea        | San Fernando | 4              |                    |              |    |
| 2005-06 | Bárbaro Cañizares         | Bóer         | .352     | Michel Abreu       | Bóer         | 14             | Wilson Batista     | Chinandega   | 42 |
| 2006-07 | Justo Rivas               | León         | .377     | Clyde Williams     | Bóer         | 16             | Clyde Williams     | Bóer         | 40 |
| 2007-08 | Ofilio Castro             | San Fernando | .351     | Luke Gorsett       | Chinandega   | 6              | Danilo Sotelo      | San Fernando | 32 |
|         |                           |              |          | Jimmy Hurts        | San Fernando | 6              |                    |              |    |
|         |                           |              |          | Marcos Sánchez     | San Fernando | 6              |                    |              |    |
| 2009-10 | Jimmy González            | Granada      | .363     | Lenín Aragón       | Bóer         | 6              | Lenín Aragón       | Bóer         | 38 |
|         |                           |              |          |                    |              |                | Edgard López       | León         | 38 |
| 2010-11 | José Campuzano            | Bóer         | .363     | Brian Nichols      | León         | 10             | Manuel Mejía       | Bóer         | 37 |
| 2011-12 | Renato Morales            | Granada      | .387     | Esteban Ramírez    | Chinandega   | 12             | Wuillians Vásquez  | Bóer         | 51 |
| 2012-13 | Yurendel de Caster        | Chinandega   | .416     | Yurendel de Caster | Chinandega   | 13             | Yurendel de Caster | Chinandega   | 56 |
|         |                           |              |          | Ramón Flores       | Chinandega   | 13             |                    |              |    |
| 2013-14 | Wuillians Vásquez         | Chinandega   | .351     | Ronald Garth       | Granada      | 8              | Esteban Ramírez    | Chinandega   | 35 |
| 2014-15 | Yurendell De Caster       | Rivas        | .368     | Rudy Van Heydoorm  | Rivas        | 6              | Ramón Flores       | Rivas        | 38 |
| 2015-16 | Jonel Pacheco             | Chinandega   | .427     | Juan C. Torres     | Granada      | 6              | Ronald Garth       | Chinandega   | 30 |
| 2016-17 | Wuillians Vásquez         | Rivas        | .407     | Wuillians Vásquez  | Rivas        | 11             | Wuillians Vásquez  | Rivas        | 55 |
| 2017-18 | Javier Robles             | Boér         | .354     | Curt Smith         | Chinandega   | 6              | Elmer Reyes        | Rivas        | 34 |
| 2018-19 | Elmer Reyes               | Boér         | .360     | Juan Silverio      | Boér         | 6              | Juan Silverio      | Boér         | 19 |
| 2019-20 | Ofilio Castro             | León         | .409     | Álvaro Gonzalez    | Chinandega   | 10             | Elian Miranda      | Chinandega   | 31 |
|         |                           |              |          |                    |              |                | Álvaro Gonzale]]z  | Chinandega   | 31 |
| 2020–21 | Ronald Garth              | León         | .400     | Cheslor Cuthbert   | Rivas        | 9              | Héctor Gómez       | Tren         | 41 |
|         |                           |              |          | Willy García       | Tren         | 9              |                    |              |    |
| 2021–22 | Alay Largo                | Tren         | .424     | Willy García       | Tren         | 11             | Alay Largo         | Tren         | 45 |
| 2022–23 | Manuel Geraldo            | Boér         | .355     | Manuel Geraldo     | Boér         | 7              | Manuel Geraldo     | Boér         | 31 |
| 2023–24 | Francisco Peguero         | Rivas        | .379     | Raudy Read         | Rivas        | 11             | Raudy Read         | Rivas        | 36 |
| 2024–25 | Sabriel Polanco Fernández | Tren         | .369     | Ademar Rifaela     | Bóer         | 12             | Chase Dawson       | León         | 37 |

Picheo
| Edición | Jugador(es)            | Equipo       | EFE  | Jugador(es)      | Equipo         | JG   | Jugador(es)          | Equipo            | Strikeouts |
| 2004-05 | Julio Raudez           | San Fernando | 1.46 | Julio Raudez     | San Fernando   | 10-3 | Miguel Pérez         | León              | 99         |
| 2005-06 | Wilton López           | León         | 1.34 | Julio Raudez     | Chinandega     | 10-0 | Devern Hansack       | León              | 89         |
| 2006-07 | José Luis Sáenz        | San Fernando | 1.96 | Wilton López     | León           | 8-2  | Willy Lebrón         | San Fernando/León | 89         |
| 2007-08 | Wilton López           | León         | 1.45 | Diego Sandino    | San Fernando   | 10-0 | Juan Figueroa        | Bóer              | 60         |
| 2009-10 | Wilfredo Amador        | León         | 1.95 | Wilder Rayo      | León           | 7-2  | Melvin Cuevas        | Granada           | 57         |
| 2010-11 | Carlos Estrella        | Granada      | 1.19 | Rodney Rodríguez | Granada        | 8-5  | Rodney Rodríguez     | Granada           | 93         |
| 2011-12 | Eric Blackwell         | León         | 2.75 | Wilder Rayo      | León           | 8-3  | Juan Figueroa        | Granada           | 74         |
| 2012-13 | Wilder Rayo            | León         | 2.06 | Juan Figueroa    | Granada        | 7-1  | Juan Figueroa        | Granada           | 79         |
| 2013-14 | Carlos Estrella        | Rivas        | 1.62 | Carlos Téller    | Bóer           | 7-0  | Santos Hernández     | Granada           | 71         |
| 2014-15 | Rodney Rodríguez       | Bóer         | 2.29 | Paul Estrada     | Chinandega     | 8-1  | Rodney Rodríguez     | Bóer              | 58         |
| 2015-16 | Austin Davis           | Bóer         | 1.12 | Roger Luque      | Granada        | 5-2  | Paul Estrada         | Rivas             | 52         |
|         |                        |              |      |                  |                |      | Abraham Elvira       | Chinandega        | 52         |
| 2016-17 | Gustavo Martínez       | Granada      | 1.95 | José Rosario     | Rivas          | 7-1  | Frankie de la Cruz   | Granada           | 58         |
| 2017-18 | Jorge Bucardo          | Bóer         | 1.56 | Manauris Baez    | Bóer           | 5-0  | Paul Estrada         | Bóer              | 49         |
| 2018-19 | Luis Ángel Mateo       | León         | 3.29 | Jorge Bucardo    | León           | 3-0  | Luis Ángel Mateo     | León              | 35         |
| 2019-20 | Isaac Silva            | León         | 2.59 | Carlos Sano      | Chinandega     | 4-0  | Carlos Sano          | Chinandega        | 37         |
| 2020–21 | Leonardo Crawford      | Rivas        | 2.65 | Willy Paredes    | León           | 6-1  | Alexander Santana    | Chinandega        | 47         |
| 2021–22 | Bryan Torres           | Rivas        | 0.81 | Ronald Medrano   | Rivas          | 5-0  | Pedro Fernández      | Chinandega        | 71         |
| 2022–23 | Edgard Martinez        | Tren         | 2.22 | Yeudy García     | Bóer           | 5-0  | Ronald Medrano       | Rivas             | 57         |
| 2023–24 | Jesús Linarez          | León         | 2.31 | Luis Ramirez     | Tren del Norte | 8-3  | Joanner Negrin Perez | León              | 54         |
| 2024–25 | Ismael Cabrera Taveras | León         | 1.11 | Bryan Torres     | León           | 7-0  | Luis E Peña          | León              | 57         |